# Australosphenida
Gli australosfenidi (Australosphenida) sono un clade di mammiferi, all'interno degli Yinotheria. Attualmente sono rappresentati da solo cinque specie (l'ornitorinco e quattro specie di echidna) che vivono in Australia e in Nuova Guinea. Fossili di questi animali sono stati ritrovati anche in Madagascar e in Sudamerica.

## Caratteristiche
Il clade Australosphenida è stato istituito sulla base di un'ipotesi dell'evoluzione dei denti nei mammiferi. I monotremi viventi sono sprovvisti di denti nelle forme adulte, ma i giovani ornitorinchi, i monotremi fossili e gli Ausktribosphenida condividono tutti un pattern di tre cuspidi sui molari, disposti a triangolo o a forma di V, un pattern noto come molare tribosfenico. Per lungo tempo i molari tribosfenici sono stati ritenuti una caratteristica distintiva della sottoclasse Theria (marsupiali, placentati e i loro parenti estinti), mentre si pensava che i monotremi fossero imparentati con gruppi estinti il cui pattern di cuspidi dei molari era allineato: i morganucodontidi, i docodonti, i triconodonti e i multitubercolati. Tutti questi gruppi, insieme ai monotremi, facevano parte della sottoclasse Prototheria. Secondo questa definizione, la sottoclasse Prototheria non è più considerata valida, dal momento che il pattern a cuspidi allineate è una condizione primitiva nei mammiferi e non può essere un carattere derivato condiviso. Le prove rinvenute finora portano alla conclusione che i monotremi discendono da una radiazione di mammiferi tribosfenici mesozoici nei continenti meridionali (da qui il nome Australosphenida, ovvero "cunei meridionali" con riferimento alla forma delle cuspidi dentali); questa interpretazione, tuttavia, non è accettata da tutti gli studiosi.
Sembra che i molari tribosfenici si siano sviluppati negli Australosphenida in maniera indipendente rispetto a quelli dei veri Tribosphenida, o Boreosphenida (comprendenti i mammiferi teri e i loro parenti) nei continenti settentrionali. Altri studiosi pensano che gli Ausktribosphenida appartengano ai placentati e quindi siano veri tribosfenidi, non strettamente imparentati con i monotremi. Indagini filogenetiche più recenti darebbero ragione all'ipotesi Tribosphenida/Boreosphenida (Thompson e O'Meara, 2014; Pian et al., 2016).

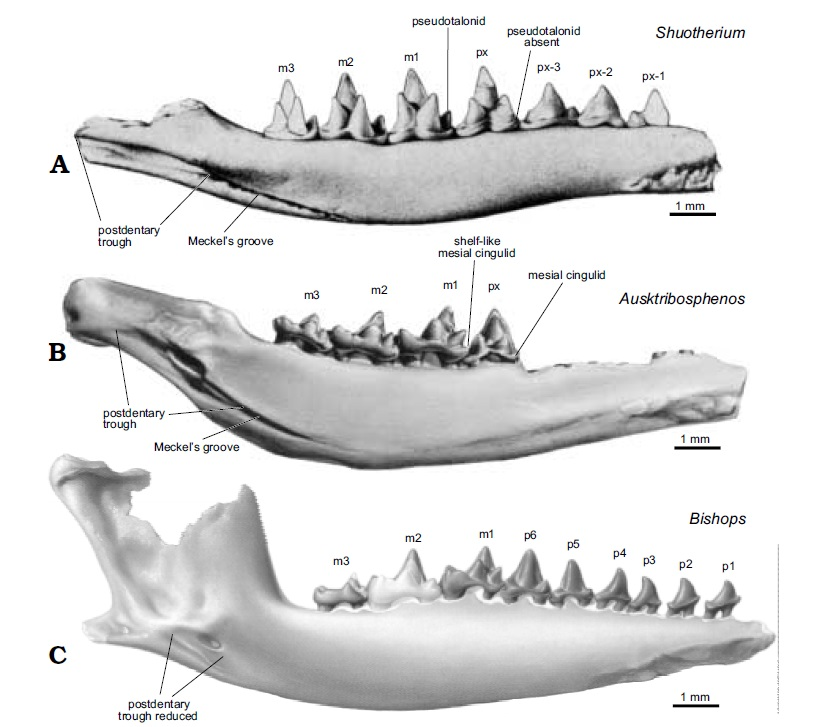
Mandibole di mammiferi australosfenidi estinti: Shuotherium (A), Ausktribosphenos (B) e Bishops (C)

## Tassonomia
Il gruppo Australosphenida è suddiviso nei seguenti sottogruppi: 
- Monotremata, diviso a sua volta nelle famiglie Ornithorhynchidae (ornitorinco), Steropodontidae e Tachyglossidae (echidne) e nel genere Kryoryctes.
- † Henosferidae, comprendente i generi Ambondro, Asfaltomylos, e Henosferus del Giurassico di Argentina e Madagascar.
- † Ausktribosphenidae, comprendente i generi Ausktribosphenos, Bishops del Giurassico e del Cretaceo dell'Australia.
- † Kollikodontidae, precedentemente ritenuti monotremi, secondo nuove ipotesi sono però un gruppo a sé stante.[1]
- † Vincelestes, a volte considerato un australosfenide.
- † Tendagurutherium, anch'esso di recente visto come un australosfenide.